# Vieite (Leiro)
Vieite (llamada oficialmente Santo Adrao de Bieite) es una parroquia y una aldea del municipio español de Leiro, en la provincia de Orense, Galicia.

## Toponimia
La parroquia también es conocida por los nombres de San Adrián de Vieite y Santo Adrao de Vieite.

## Organización territorial
La parroquia está formada por dos entidades de población:
- Barzamedelle
- Bieite

## Demografía

### Parroquia
| Gráfica de evolución demográfica de Vieite (parroquia) entre 2000 y 2022 |
|                                                                          |
| Datos según el nomenclátor publicado por el INE.                         |

### Aldea
| Gráfica de evolución demográfica de Bieite (aldea) entre 2000 y 2022 |
|                                                                      |
| Datos según el nomenclátor publicado por el INE.                     |